# Cologne Cardinals
Cologne Cardinals est un club allemand de baseball basé à Cologne évoluant en championnat d'Allemagne.

## Histoire
Fondé en 1983, les Cardinals sont vice-champions d'Allemagne en 1985, 1986, 1988 et 1989 avant de connaître le sacre en 1990. De nouveau vice-champion d'Allemagne en 1993 et 1994, le club chute en Bundesliga 2 en 1996.
Les Cards sont de retour parmi l'élite en 2001. Ils parviennent à accrocher une place en play-offs de 2002 à 2007, mais leurs parcours s'arrêtent à chaque fois en quarts de finale.

## Palmarès
- Champion d'Allemagne : 1990.